# Parque Costanera
El Parque Costanera es un parque ubicado en la ribera norte del Río Bio-Bio, en la ciudad de Concepción, Chile. Comenzó a ser construido el año 2000 como parte de las obras de recuperación urbana de la Ribera Norte impulsado por el gobierno de Eduardo Frei Ruiz-Tagle, cuya obra más importante fue el Puente Llacolén. Durante todo el siglo XX el área fue un sector de pantanos, ocupado por viviendas precarias y utilizado como basural. Fue inaugurado el 26 de marzo de 2003, por el presidente Ricardo Lagos. 

## Equipamiento
El parque se extiende desde el Puente Viejo hasta el Puente Ferroviario. Incluye una ciclovía, zonas de juegos infantiles y el Parque de las Esculturas, con obras ganadoras de un concurso realizado por el Ministerio de Obras Públicas. Entre ellas la obra "Ruca pillán", del autor Juan Díaz Fleming. La primera etapa (construida) tiene una extensión de 4,6 ha. La extensión total del parque es de 8,3 hectáreas. En su diseño se dejó una área para construir el Teatro Pencopolitano.
- Datos: Q6062098